# 卡爾·路德維希 (拿騷-薩爾布魯根)
卡爾·路德維希（德語：Karl Ludwig von Nassau-Saarbrücken，1665年1月6日—1723年12月6日），拿騷-薩爾布魯根伯爵，1713年至1723年在位。
1713年，卡爾·路德維希與堂兄腓特烈·路德維希的女兒克莉絲蒂安·夏洛特結婚，但兩人沒有存活的子女。1723年卡爾·路德維希去世，領地由腓特烈·路德維希繼承。